# Asura magica
Asura magica là một loài bướm đêm thuộc phân họ Arctiinae, họ Erebidae.